# ウメノファイバー
ウメノファイバー (英: Umeno Fiber)は日本の競走馬、繁殖牝馬。おもな勝鞍は、優駿牝馬、京王杯3歳ステークス、クイーンカップ。1999年JRA賞最優秀4歳牝馬（部門名は当時）。東京競馬場を得意とした。
以下、馬齢は旧表記（数え年）とする。

## 経歴

### 3歳
1998年7月函館競馬場でデビュー。2戦目となる折り返しの新馬戦で初勝利を挙げた。函館3歳ステークスでは、追い込んで4着に入線。素質の片鱗を見せた。
札幌3歳ステークスを経て、京王杯3歳ステークスに出走。大外から鮮やかに差し切り重賞初制覇を果たした。続く阪神3歳牝馬ステークスを6着として、3歳シーズンを終える。

### 4歳
4歳初戦のクイーンカップでは、レッドチリペッパーが断然の人気を集めたが、上がり3ハロン34秒6の末脚で同馬をクビ差抑えて勝利する。この後、桜花賞に直行するが、プリモディーネの6着に敗れた。次走の優駿牝馬では血統的に距離が長いと判断され、7番人気にとどまった。レースでは後方で脚をため、直線で抜け出したトゥザヴィクトリーを大外から強襲、ハナ差とらえて優勝した。
その後は、ぶっつけで秋華賞に出走。12番人気のブゼンキャンドルが制する波乱の展開だったが4着に食い込んだ。次走のジャパンカップは強豪がひしめく中では厳しく12着に大敗した。

### 5歳
古馬となってからは、京王杯スプリングカップの4着が唯一の掲示板入りだった。東京競馬場でのレースでは穴人気を集めるなどファンの期待は依然として高かったが、優駿牝馬で見せた末脚がよみがえることはなく、2000年の阪神牝馬特別の6着を最後に現役を引退した。

### 引退後
競走馬引退後は生まれ故郷の斉藤安行牧場（YSスタッド）、その施設と事業を継承したハクレイファームで繁殖牝馬として暮らしていた。しかし、ウメノファイバー自身の産駒に重賞を勝利するような産駒は現れなかった。
2019年をもって繁殖を引退し、のちの2021年9月21日に老衰により死亡した。25歳没。

## 競走成績
以下の内容はnetkeiba.comの情報に基づく。
| 競走日     | 競馬場 | 競走名           | 格   | 距離（馬場）  | 頭 数 | 枠 番 | 馬 番 | オッズ （人気） | 着順 | タイム （上り3F） | 着差 | 騎手      | 斤量 [kg] | 1着馬（2着馬）           | 馬体重 [kg] |
| ---------- | ------ | ---------------- | ---- | ------------- | ----- | ----- | ----- | --------------- | ---- | ----------------- | ---- | --------- | --------- | ------------------------ | ----------- |
| 1998.07.12 | 函館   | 3歳新馬          |      | 芝1200m（良） | 10    | 5     | 5     | 012.10（5人）   | 07着 | R1:13.6（38.2）   | -1.3 | 0山本康志 | 53        | エイシンコールマン       | 412         |
| 0000.07.26 | 函館   | 3歳新馬          |      | 芝1000m（良） | 8     | 8     | 8     | 018.80（5人）   | 01着 | R0:59.1（35.6）   | -0.3 | 0山本康志 | 53        | （クリムゾンクローバ）   | 412         |
| 0000.08.02 | 函館   | 函館3歳S         | GIII | 芝1200m（良） | 16    | 4     | 7     | 090.7（15人）   | 04着 | R1:11.7（36.7）   | -0.6 | 0山本康志 | 53        | リザーブユアハート       | 412         |
| 0000.09.26 | 札幌   | 札幌3歳S         | GIII | 芝1800m（良） | 14    | 8     | 13    | 044.30（8人）   | 07着 | R1:51.7（38.1）   | -1.4 | 0山本康志 | 53        | マイネルプラチナム       | 418         |
| 0000.11.14 | 東京   | 京王杯3歳S       | GII  | 芝1400m（良） | 9     | 8     | 9     | 018.50（6人）   | 01着 | R1:22.8（35.4）   | -0.1 | 0蛯名正義 | 53        | （ロサード）             | 416         |
| 0000.12.06 | 阪神   | 阪神3歳牝馬S     | GI   | 芝1600m（稍） | 13    | 3     | 3     | 013.10（8人）   | 06着 | R1:38.9（39.1）   | -1.9 | 0柴田善臣 | 53        | スティンガー             | 414         |
| 1999.02.21 | 東京   | クイーンC        | GIII | 芝1600m（良） | 16    | 1     | 2     | 007.70（2人）   | 01着 | R1:36.6（34.6）   | -0.1 | 0蛯名正義 | 54        | （レッドチリペッパー）   | 420         |
| 0000.04.11 | 阪神   | 桜花賞           | GI   | 芝1600m（良） | 18    | 6     | 11    | 021.80（8人）   | 06着 | R1:36.3（36.9）   | -0.8 | 0蛯名正義 | 55        | プリモディーネ           | 416         |
| 0000.05.30 | 東京   | 優駿牝馬         | GI   | 芝2400m（良） | 18    | 8     | 16    | 016.90（7人）   | 01着 | R2:26.9（34.6）   | -0.0 | 0蛯名正義 | 55        | （トゥザヴィクトリー）   | 428         |
| 0000.10.24 | 京都   | 秋華賞           | GI   | 芝2000m（良） | 18    | 5     | 10    | 008.50（4人）   | 04着 | R1:59.5（36.6）   | -0.2 | 0蛯名正義 | 55        | ブゼンキャンドル         | 444         |
| 0000.11.28 | 東京   | ジャパンC        | GI   | 芝2400m（良） | 14    | 2     | 2     | 020.60（8人）   | 12着 | R2:28.1（37.7）   | -2.6 | 0蛯名正義 | 53        | スペシャルウィーク       | 446         |
| 2000.05.14 | 東京   | 京王杯SC         | GII  | 芝1400m（良） | 18    | 7     | 14    | 084.8（12人）   | 04着 | R1:21.3（34.1）   | -0.3 | 0佐藤哲三 | 56        | スティンガー             | 446         |
| 0000.06.04 | 東京   | 安田記念         | GI   | 芝1600m（良） | 18    | 7     | 13    | 010.10（8人）   | 12着 | R1:34.7（34.9）   | -0.8 | 0後藤浩輝 | 56        | フェアリーキングプローン | 440         |
| 0000.10.15 | 東京   | 府中牝馬S        | GIII | 芝1800m（良） | 13    | 7     | 11    | 007.80（4人）   | 11着 | R1:49.8（34.7）   | -1.5 | 0佐藤哲三 | 56        | トゥザヴィクトリー       | 454         |
| 0000.11.12 | 京都   | エリザベス女王杯 | GI   | 芝2200m（良） | 17    | 4     | 8     | 014.90（5人）   | 12着 | R2:14.1（34.2）   | -1.3 | 0O.ペリエ | 56        | ファレノプシス           | 450         |
| 0000.12.17 | 阪神   | 阪神牝馬特別     | GII  | 芝1600m（良） | 14    | 1     | 1     | 033.8（10人）   | 06着 | R1:34.9（35.3）   | -1.1 | 0佐藤哲三 | 56        | トゥザヴィクトリー       | 450         |

優駿牝馬をはじめ重賞3勝を挙げる活躍をしたが、1番人気での出走は現役中1度もなかった。

## 繁殖成績
初仔レディーダービーが、ヴェルデグリーン（2013年オールカマー、2014年アメリカジョッキークラブカップ）、グリューネグリーン（2022年京都2歳ステークス）の2頭の重賞勝ち馬を産んでいる。
|        | 馬名               | 誕生年 | 性 | 毛色   | 父                     | 厩舎                                                                                       | 馬主                                           | 戦績                      | 出典   |
| ------ | ------------------ | ------ | -- | ------ | ---------------------- | ------------------------------------------------------------------------------------------ | ---------------------------------------------- | ------------------------- | ------ |
| 初仔   | レディーダービー   | 2002年 | 牝 | 栗毛   | スペシャルウィーク     | 美浦・相沢郁                                                                               | 佐藤友子                                       | 12戦0勝（引退・繁殖牝馬） | [ 5 ]  |
| 2番仔  | フィルドール       | 2003年 | 牝 | 栗毛   | アグネスタキオン       | 美浦・相沢郁                                                                               | (有)キャロットファーム                         | 4戦0勝（引退・繁殖牝馬）  | [ 6 ]  |
| 3番仔  | コウメイグリーン   | 2004年 | 牡 | 鹿毛   | フレンチデピュティ     | 美浦・相沢郁 →笠松・加藤幸保 →美浦・相沢郁                                                 | 斎藤光政                                       | 24戦2勝（引退）           | [ 7 ]  |
|        | （流産）           | 2005年 |    |        | フジキセキ             |                                                                                            |                                                |                           |        |
| 4番仔  | ジョイチャイルド   | 2006年 | 牝 | 鹿毛   | シンボリクリスエス     | 美浦・相沢郁 →水沢・村上昌幸                                                               | 星野壽市 →川原輝雄                             | 27戦4勝（引退・繁殖牝馬） | [ 8 ]  |
| 5番仔  | アンフィルージュ   | 2007年 | 牝 | 栗毛   | アグネスタキオン       | 栗東・藤岡健一                                                                             | （株）ヒダカ・ブリーダーズ・ユニオン           | 14戦3勝（引退・繁殖牝馬） | [ 9 ]  |
| 6番仔  | クリールダイナー   | 2008年 | 牝 | 鹿毛   | ロックオブジブラルタル | 美浦・相沢郁                                                                               | 横山修二                                       | 5戦0勝（引退・繁殖牝馬）  | [ 10 ] |
| 7番仔  | ノーブリー         | 2009年 | 牡 | 鹿毛   | アドマイヤムーン       | 栗東・藤岡健一 →栗東・奥村豊 →金沢・佐藤茂                                                 | ニットー商事(株) →占部恵太                     | 33戦2勝（引退）           | [ 11 ] |
|        | （流産）           | 2010年 |    |        | アルカセット           |                                                                                            |                                                |                           |        |
|        | （不受胎）         | 2011年 |    |        | ディープスカイ         |                                                                                            |                                                |                           |        |
| 8番仔  | ヒャッカノサキガケ | 2012年 | 牝 | 鹿毛   | アドマイヤムーン       | 美浦・尾関知人 →名古屋・安部弘一 →高知・川野勇馬 →高知・宗石大                             | （株）ヒダカ・ブリーダーズ・ユニオン →酒井孝敏 | 13戦0勝（引退）           | [ 12 ] |
| 9番仔  | タマワイドベガ     | 2013年 | 牝 | 鹿毛   | エンパイアメーカー     | 美浦・相沢郁                                                                               | 玉井鶴枝                                       | 2戦0勝（引退・繁殖）      | [ 13 ] |
|        | （不受胎）         | 2014年 |    |        | キンシャサノキセキ     |                                                                                            |                                                |                           |        |
| 10番仔 | ティアマト         | 2015年 | 牝 | 黒鹿毛 | ヴァーミリアン         | 美浦・相沢郁 →金沢・川添明弘 →浦和・川村守男 →高知・田中譲二 →高知・宗石大 →佐賀・石川浩文 | （有）ミルファーム →（同）JPN技研              | 76戦5勝（引退）           | [ 14 ] |
| 11番仔 | グレルグリーン     | 2016年 | 牡 | 黒鹿毛 | ヴァーミリアン         | 美浦・相沢郁                                                                               | 斎藤光政                                       | 31戦1勝（引退）           | [ 15 ] |
| 12番仔 | ウチノファイバー   | 2017年 | 牝 | 栗毛   | トゥザワールド         | 美浦・星野忍 →名古屋・川西毅                                                               | 内田玄祥                                       | 4戦0勝（引退・繁殖）      | [ 16 ] |
|        | （種付けせず）     | 2018年 |    |        |                        |                                                                                            |                                                |                           |        |
| 13番仔 | ビヨンドザタイム   | 2019年 | 牡 | 栗毛   | ダイワメジャー         | 美浦・金成貴史 →美浦・上原博之                                                             | （株）レッドマジック                           | 18戦1勝（現役）           | [ 17 ] |

※成績は2025年4月25日現在

## 血統表
| ウメノファイバーの血統        | ウメノファイバーの血統                                     | ウメノファイバーの血統         | （血統表の出典）            | （血統表の出典） |
| 父系                          | テスコボーイ系                                             | テスコボーイ系                 | テスコボーイ系              |                  |
| 父 サクラユタカオー 1982 栗毛 | 父の父*テスコボーイ Tesco Boy 1963 黒鹿毛                  | Princely Gift                  | Nasrullah                   | Nasrullah        |
| 父 サクラユタカオー 1982 栗毛 | 父の父*テスコボーイ Tesco Boy 1963 黒鹿毛                  | Princely Gift                  | Blue Gem                    |                  |
| 父 サクラユタカオー 1982 栗毛 | 父の父*テスコボーイ Tesco Boy 1963 黒鹿毛                  | Suncourt                       | Hyperion                    | Hyperion         |
| 父 サクラユタカオー 1982 栗毛 | 父の父*テスコボーイ Tesco Boy 1963 黒鹿毛                  | Suncourt                       | Inquisition                 |                  |
| 父 サクラユタカオー 1982 栗毛 | 父の母アンジェリカ 1970 黒鹿毛                             | *ネヴァービート Never Beat     | Never Say Die               | Never Say Die    |
| 父 サクラユタカオー 1982 栗毛 | 父の母アンジェリカ 1970 黒鹿毛                             | *ネヴァービート Never Beat     | Bride Elect                 |                  |
| 父 サクラユタカオー 1982 栗毛 | 父の母アンジェリカ 1970 黒鹿毛                             | スターハイネス                 | *ユアハイネス               | *ユアハイネス    |
| 父 サクラユタカオー 1982 栗毛 | 父の母アンジェリカ 1970 黒鹿毛                             | スターハイネス                 | スターロツチ                |                  |
| 母 ウメノローザ 1986 鹿毛     | 母の父* ノーザンディクテイター Northern Dictator 1974 鹿毛 | Northern Dancer                | Nearctic                    | Nearctic         |
| 母 ウメノローザ 1986 鹿毛     | 母の父* ノーザンディクテイター Northern Dictator 1974 鹿毛 | Northern Dancer                | Natalma                     |                  |
| 母 ウメノローザ 1986 鹿毛     | 母の父* ノーザンディクテイター Northern Dictator 1974 鹿毛 | Dictates                       | Bold Ruler                  | Bold Ruler       |
| 母 ウメノローザ 1986 鹿毛     | 母の父* ノーザンディクテイター Northern Dictator 1974 鹿毛 | Dictates                       | Punctilious                 |                  |
| 母 ウメノローザ 1986 鹿毛     | 母の母ウメノシルバー 1979 芦毛                             | *シルバーシャーク Silver Shark | Buisson Ardent              | Buisson Ardent   |
| 母 ウメノローザ 1986 鹿毛     | 母の母ウメノシルバー 1979 芦毛                             | *シルバーシャーク Silver Shark | Palsaka                     |                  |
| 母 ウメノローザ 1986 鹿毛     | 母の母ウメノシルバー 1979 芦毛                             | ストロングベビー               | *セダン Sedan               | *セダン Sedan    |
| 母 ウメノローザ 1986 鹿毛     | 母の母ウメノシルバー 1979 芦毛                             | ストロングベビー               | マリアンナ                  |                  |
| 母系(F-No.)                   | フラストレート系(FN:1-b)                                   | フラストレート系(FN:1-b)       | フラストレート系(FN:1-b)    | [ § 2 ]          |
| 5代内の近親交配               | Nasrullah 4･5×5、Nearco 5×5                                | Nasrullah 4･5×5、Nearco 5×5    | Nasrullah 4･5×5、Nearco 5×5 | [ § 3 ]          |
| 出典                          | 1. 2. 3.                                                   | 1. 2. 3.                       | 1. 2. 3.                    | 1. 2. 3.         |

母のウメノローザは、グランドチャンピオン2000を制するなど大井競馬場で活躍。母を管理した大井競馬の調教師・石田貞雄によれば、その産駒の多くは小柄であったため、本馬を含めた牝馬の産駒については、芝コースで走らせるべく中央競馬へ送ることになったという。
近親には京王杯スプリングカップなどを制したウインラディウス、セントライト記念を制したサンデーウェルなどがいる。5代母は1947年の皐月賞・優駿牝馬を制し東京優駿（日本ダービー）も2着、繁殖牝馬としても成功を収めたトキツカゼである。さらに牝系を遡ると、小岩井農場の基礎輸入牝馬の一頭であるフラストレートにたどり着く。